# Episodi di Star Wars: The Clone Wars (sesta stagione)

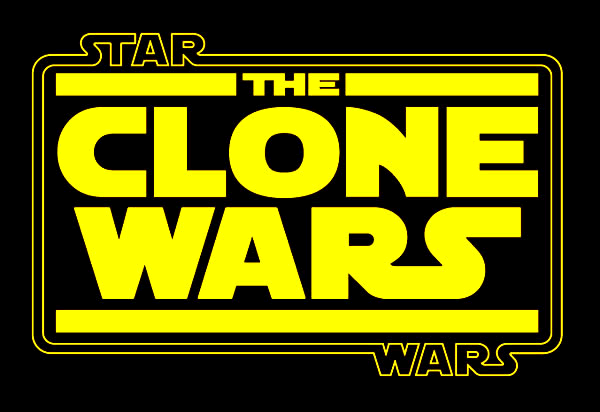
Logo della serie

La sesta stagione della serie animata Star Wars: The Clone Wars, sottotitolata The Lost Missions e composta da 13 episodi, è stata pubblicata interamente negli Stati Uniti sulla piattaforma di streaming Netflix il 7 marzo 2014.
I primi undici episodi erano già stati trasmessi in Germania sul canale Super RTL dal 15 febbraio al 1º marzo 2014; gli ultimi due episodi vennero trasmessi su Super RTL l'8 marzo 2014.
In Italia, la stagione è stata pubblicata interamente sul servizio on demand TIMvision il 21 novembre 2015.
| n° (assoluto) | n° (stagione) | Titolo originale        | Titolo italiano              | Pubblicazione USA | Pubblicazione Italia |
| ------------- | ------------- | ----------------------- | ---------------------------- | ----------------- | -------------------- |
| 109           | 1             | The Unknown             | L'ignoto                     | 7 marzo 2014      | 21 novembre 2015     |
| 110           | 2             | Conspiracy              | Cospirazione                 | 7 marzo 2014      | 21 novembre 2015     |
| 111           | 3             | Fugitive                | Il fuggitivo                 | 7 marzo 2014      | 21 novembre 2015     |
| 112           | 4             | Orders                  | Ordini                       | 7 marzo 2014      | 21 novembre 2015     |
| 113           | 5             | An Old Friend           | Un vecchio amico             | 7 marzo 2014      | 21 novembre 2015     |
| 114           | 6             | The Rise of Clovis      | L'ascesa di Clovis           | 7 marzo 2014      | 21 novembre 2015     |
| 115           | 7             | Crisis at the Heart     | Crisi al cuore               | 7 marzo 2014      | 21 novembre 2015     |
| 116           | 8             | The Disappeared: Part 1 | La scomparsa (prima parte)   | 7 marzo 2014      | 21 novembre 2015     |
| 117           | 9             | The Disappeared: Part 2 | La scomparsa (seconda parte) | 7 marzo 2014      | 21 novembre 2015     |
| 118           | 10            | The Lost One            | Quella perduta               | 7 marzo 2014      | 21 novembre 2015     |
| 119           | 11            | Voices                  | Voci                         | 7 marzo 2014      | 21 novembre 2015     |
| 120           | 12            | Destiny                 | Destino                      | 7 marzo 2014      | 21 novembre 2015     |
| 121           | 13            | Sacrifice               | Sacrificio                   | 7 marzo 2014      | 21 novembre 2015     |

## L'ignoto
- Titolo originale: The Unknown
- Diretto da: Bosco Ng
- Scritto da: Katie Lucas
- Incipit: «La verità su se stessi è sempre la più difficile da accettare.»

### Trama
La battaglia di Ringo Vinda infuria tra i separatisti e i repubblicani, sull'imponente stazione spaziale. Anakin e le sorelle Jedi Tiplee e Tiplar decidono di condurre un'offensiva nel centro di comando, punto caldo del combattimento. Mentre le truppe della Repubblica ottengono il sopravvento sull'avversario, il clone cadetto Tup - visibilmente febbrile e non più pienamente consapevole - giustizia il maestro Tiplar a distanza ravvicinata. I soldati, colti alla sprovvista, devono ritirarsi per ordine di Anakin. Sorpreso dalla svolta degli eventi, l'ammiraglio Trench consulta le registrazioni olografiche, quindi avvisa il conte Dooku delle azioni del clone. Riferisce la situazione al suo padrone, Darth Sidious. Preoccupato, sentendo che l'Ordine 66 può essere smascherato prematuramente, il Signore Oscuro dei Sith ordina la cattura del clone in questione. Non avendo i test preliminari rilevato nulla di anormale, Anakin approva il rimpatrio di Tup a Kamino per un esame approfondito. Ma la navetta che trasporta il clone, in procinto di passare nell'iperspazio, deve subire il contrattacco dei droidi separatisti che, dopo aver accostato la nave, si liberano dei soldati senza difficoltà e catturano Tup. Anakin va sulla scena del crimine e capisce rapidamente che l'interesse per Tup non è banale. Decide quindi di recuperare il clone, accompagnato da Rex e Fives. Mentre la navetta separatista va verso Serenno, Anakin, Rex e Fives attaccano, aiutati da rampini. Una volta dentro, si occupano rapidamente l'equipaggio dei droidi. Sempre più in stato confusionale, Tup viene rimpatriato urgentemente a Kamino, missione affidata a Rex e Fives.
- Nota: Ringo Vinda, il pianeta mostrato all'inizio dell'episodio, è basato su un concept art di un pianeta circondato da anelli per La vendetta dei Sith. Inoltre, i personaggi di Tiplar e Tiplee sono tratti da concept art per una Sith donna per L'attacco dei cloni.

## Cospirazione
- Titolo originale: Conspiracy
- Diretto da: Brian Kalin O'Connell
- Scritto da: Katie Lucas
- Incipit: «Il saggio trae beneficio da una seconda opinione.»

### Trama
Arrivato a Kamino per un esame più dettagliato, il clone Tup viene condotto direttamente nella cella medica. Presente sul posto, Shaak Ti richiede che Fives venga messo in quarantena, al fine di prevenire possibili contaminazioni. A seguito di una seconda batteria di esami, il team medico non rileva nulla di anormale, mentre Tup continua a ripetere le sue parole anti-Jedi. Gli esami eseguiti su Five hanno gli stessi risultati. Mentre AZ-3 sostiene di dover fare una scansione al cervello, il capo medico Nala Se ha intenzione di uccidere il clone per sezionare il cervello malato in seguito. Shaak Ti si oppone quindi a qualsiasi decisione affrettata e decide di sottoporla al consiglio Jedi quando Nala Se parla con Lama Su, primo ministro di Kamino. I due funzionari kaminoani riferiscono la situazione al conte Dooku che ordina l'eliminazione del clone e il ritorno del chip difettoso che dovrebbe inibire l'ordine 66. Da parte sua, il consiglio Jedi chiede il rimpatrio di Tup su Coruscant per un esame presso attraverso la forza. In quarantena, Fives riattiva AZ-3 e lo convince a eseguire una TAC su Tup. Il droide rileva un tumore, ma viene interrotto dall'arrivo di Nala Se, che lo porta fuori dal laboratorio. Five elabora quindi un piano per prevenire l'eutanasia del suo amico: innescare un falso allarme. Con l'aiuto di AZ-3, riesce in questa missione e il medico droide può quindi eseguire una biopsia ed estrarre il tumore. Ma Fives è sorpreso da Nala Se e Shaak Ti. Morendo, Tup dice alcune parole enigmatiche ed esala l'ultimo respiro. Informato della situazione, il Cancelliere Palpatine chiede che il tumore venga riportato a Coruscant per un esame presso il centro medico della Repubblica; Shaak Ti vuole che il campione passi attraverso il consiglio Jedi, ma Palpatine, supportato da Nala Se, riesce finalmente ad avere l'ultima parola.
- Nota: l'episodio segna la prima apparizione di Nala Se dall'arco Malevolence della prima stagione. Inoltre, ad un certo punto Fives menziona l'addestramento sotto la Maestra Jedi Shaak Ti, alludendo all'episodio L'unione fa la forza.

## Il fuggitivo
- Titolo originale: Fugitive
- Diretto da: Brian Kalin O'Connell
- Scritto da: Katie Lucas
- Incipit: «Quando sei in dubbio, vai alla fonte.»

### Trama
Arrestato per essersi allontanato dalla sua quarantena, Fives vede Shaak Ti e Nala Se discutere sul tumore; la Jedi vuole ancora che i dati e il campione passino attraverso il tempio Jedi, ma il capo medico di Kamino si oppone e rimuove segretamente il tumore dal caso di Shaak Ti. Scortato per un'analisi finale, Fives apprende da AZ-3 che la sua memoria (e quella del droide) sarà cancellata e che sarebbe stato degradato al mantenimento dei locali di Kamino. Rivoltatosi, il clone fugge in compagnia del droide, senza dimenticare di recuperare il tumore. Nonostante l'allarme, i due complici riescono a fuggire a bordo di una nave. Furbescamente, Fives crea un diversivo e, dopo aver programmato la traiettoria della nave, si lancia in mare torturato con AZ-3. Nel frattempo, Nala informa il conte Dooku della situazione. Ordina di trovare il clone ribelle e il chip (pezzo centrale dell'ordine 66). Di ritorno alla base kaminoana, Fives si reca nella sala di registrazione genetica. Lì, scopre con l'aiuto di AZ-3 che il DNA di Jango Fett differisce da quello degli altri cloni, poiché il suo non contiene il chip inibitorio. Shaak Ti continua a inseguire il clone ribelle, ma questo riesce a scappare. Fives quindi chiede a AZ-3 di rimuovere il chip da lui, anche se questo potrebbe causare la sua morte. Il droide riesce nel suo funzionamento e nota che il chip di Fives non è danneggiato. AZ-3 lo informa anche che il chip era stato impiantato quando era nello stato embrionale; Fives decide quindi di andare nella stanza degli embrioni e scopre l'entità del problema, vale a dire che tutti gli embrioni sono stati vittime della stessa sindrome. Nala Se sorprende i due complici e dice loro che era stato il maestro Jedi Sifo-Dyas ad ordinare l'impianto del chip, per tenere a bada la violenza dei cloni. Interviene Shaak Ti, ma prima delle argomentazioni sviluppate da Fives e delle prove fornite da AZ-3, rivede il suo giudizio. A questo punto tutti decidono di andare a Coruscant per risolvere il mistero.

## Ordini
- Titolo originale: Orders
- Diretto da: Kyle Dunlevy
- Scritto da: Katie Lucas
- Incipit: «L'opinione generale non sempre è quella giusta.»

### Trama
Fives continua a spingere per avere risposte per quanto riguarda il mistero della contaminazione del cervello dei cloni e riesce ad ottenere un incontro con il Cancelliere Palpatine. La situazione però crolla rapidamente quando Fives è accusato di aggressione nei confronti del Cancelliere, ed è costretto a fuggire in profondità nel paesaggio urbano di Coruscant, mentre gli altri cloni gli danno la caccia.

## Un vecchio amico
- Titolo originale: An Old Friend
- Diretto da: Brian Kalin O'Connell
- Scritto da: Christian Taylor
- Incipit: «Amare è fidarsi. Fidarsi è credere.»

### Trama
Mentre si trova su Scipio per finanziare una missione, Padmé Amidala viene chiamata da un vecchio amico, Rush Clovis, per aiutarlo a scoprire la corruzione che si annida nel Clan Bancario. Padmé e Clovis devono però eludere il cacciatore di taglie Embo per fuggire dal pianeta con le informazioni incriminanti.
Note
- Seguendo l'ordine della messa in onda originale di Star Wars Insider 134, questo episodio avrebbe dovuto essere trasmesso nella quinta stagione insieme a L'ascesa di Clovis e Crisi al Cuore.
- Secondo lo sceneggiatore Brent Friedman, l'arco della storia di Clovis avrebbe dovuto inizialmente includere l'episodio Un amico in pericolo, ma l'arco è stato successivamente diviso tra le stagioni, ed è stato rilasciato nella quarta stagione.

## L'ascesa di Clovis
- Titolo originale: The Rise of Clovis
- Diretto da: Danny Keller
- Scritto da: Christian Taylor
- Incipit: «La gelosia è il sentiero che conduce al caos.»

### Trama
Tornato su Coruscant, Clovis (noto traditore della Repubblica) fa un dubbio accordo che lo mette a capo del Clan Bancario. Anakin, aumentando la diffidenza e l'odio nei confronti di Clovis, rischia di mettere a rischio il suo rapporto con Padmé, che ancora si fida del suo vecchio amico.
Note
- Seguendo l'ordine della messa in onda originale di Star Wars Insider 134, questo episodio avrebbe dovuto essere trasmesso nella quinta stagione insieme a Un vecchio amico e Crisi nel Cuore.
- Secondo lo sceneggiatore Brent Friedman, l'arco della storia di Clovis avrebbe dovuto inizialmente includere l'episodio Un amico in pericolo, ma l'arco è stato successivamente diviso tra le stagioni, ed è stato rilasciato nella quarta stagione.

## Crisi al cuore
- Titolo originale: Crisis at the Heart
- Diretto da: Steward Lee
- Scritto da: Christian Taylor
- Incipit: «L'inganno è l'arma dell'avidità.»

### Trama
Dopo aver fatto un accordo con il Conte Dooku per rianimare il malato Clan Bancario, Rush Clovis diventa una pedina nei disegni di Dooku. L'affare di Clovis con i Separatisti fallisce e porta la guerra al mondo bancario di Scipio, costringendo così la Repubblica ad intervenire.
Note
- Seguendo l'ordine della messa in onda originale secondo Star Wars Insider 134, l'episodio doveva essere il settimo della quinta stagione, ma è stato successivamente spostato alla sesta stagione, insieme agli altri due episodi Un vecchio amico e L'ascesa di Clovis.
- Secondo lo sceneggiatore Brent Friedman, l'arco della storia di Clovis avrebbe dovuto inizialmente includere l'episodio Un amico in pericolo, ma l'arco è stato successivamente diviso tra le stagioni, ed è stato rilasciato nella quarta stagione.

## La scomparsa (prima parte)
- Titolo originale: The Disappeared: Part 1
- Diretto da: Steward Lee
- Scritto da: Jonathan W. Rinzler
- Incipit: «Senza buio non può esserci luce.»

### Trama
Il mondo di pace di Bardotta è minacciato da un'antica profezia, e i suoi principali leader spirituali sono scomparsi. La Regina Julia di Bardotta chiede aiuto al suo amico più fidato in Senato, Jar Jar Binks. Riconoscendo l'importanza di Bardotta nell'equilibrio spirituale delle forze mistiche, il Consiglio dei Jedi invia Mace Windu ad accompagnare Jar Jar Binks sul pianeta per indagare.
- Nota: La sala del trono di Bardotta si basa sulla camera degli scheletri di cristallo del film Indiana Jones e il regno del teschio di cristallo.

## La scomparsa (seconda parte)
- Titolo originale: The Disappeared: Part 2
- Diretto da: Bosco Ng
- Scritto da: Jonathan W. Rinzler
- Incipit: «La saggezza è nei pazzi come nei sani.»

### Trama
La regina Julia del pianeta Bardotta è stata rapita dal culto sanguinario Frangawl per soddisfare una profezia oscura ed antica. Il rappresentante Jar Jar Binks e il Maestro Jedi Mace Windu inviati dal Consiglio ad indagare, devono riuscire a ritrovare la regina manca prima che il culto possa salire al potere. La Grande Madre, che vuole portare a termine il rituale per appropriarsi del potere, si rivela essere la Sorella della Notte Madre Talzin, che con la Magia Nera tende a sopraffare Windu, ma grazie all’intervento tempestivo, eroico e sbadato del rappresentante Binks, la sfera stregata che avrebbe dovuto contenere il potere della regina si rompe, la magia nera svanisce e Madre Talzin si dissolve.

## Quella perduta
- Titolo originale: The Lost One
- Diretto da: Brian Kalin O'Connell
- Scritto da: Christian Taylor
- Incipit: «Ciò che è perduto è spesso ritrovato.»

### Trama
Durante una missione, i Jedi trovano una spada laser appartenente al Maestro Sifo-Dyas, morto da tempo, spingendo così Yoda, Obi-Wan Kenobi ed Anakin Skywalker ad aprire un'inchiesta sulla scomparsa del defunto. Questo innervosisce il malvagio Cancelliere Palpatine / Darth Sidious, il quale ordina al conte Dooku di eliminare eventuali prove che possano portare i Jedi a scoprire la verità circa la cospirazione dei Sith che si annida in Senato.

## Voci
- Titolo originale: Voices
- Diretto da: Danny Keller
- Scritto da: Christian Taylor
- Incipit: «La pazzia è a volte la via per la verità.»

### Trama
Yoda è profondamente instabile quando sente qualcosa provenire dall'oltretomba: è la voce di Qui-Gon Jinn. Sapendo che è impossibile per un Jedi riesca a conservare la sua identità dopo la morte, il Consiglio Jedi comincia a preoccuparsi che Yoda potrebbe essere danneggiato dall'influenza del Lato Oscuro della Forza. Determinato a trovare delle risposte, Yoda fugge dal Tempio Jedi.
Note
- Il fumetto Star Wars della Marvel Comics pubblicato nel 1977, introduce il concetto di "Forza Cosmica", che viene approfondito in questo episodio.
- La morte di Shaak Ti, trafitta di spalle da una spada laser blu come testimoniano le visioni di Yoda su Dagobah, è tratta da una scena eliminata non canonica del film La vendetta dei Sith in cui viene assassinata dal Generale Grievous a bordo della Invisible Hand di fronte ad Anakin e Obi-Wan.
- Nelle visioni avute da Yoda si vede anche Mace Windu venire colpito da fulmini di Forza da Palpatine, anticipando il suo destino ne La vendetta dei Sith.

## Destino
- Titolo originale: Destiny
- Diretto da: Kyle Dunlevy
- Scritto da: Christian Taylor
- Incipit: «La morte è solo il principio.»

### Trama
Seguendo le strade della Forza, Yoda viaggia nel cuore della galassia di un mondo antico che è una delle sorgenti della Forza e la fonte delle Midi-Chlorian. Yoda è costretto quindi ad affrontare le difficili prove amministrate dalle cinque sacerdotesse che detengono tutti i segreti dell'immortalità.
- Nota: In questo episodio fa ritorno in visione a Yoda la Padawan Ahsoka Tano, che aveva lasciato l'Ordine Jedi nell'ultimo episodio della quinta stagione.

## Sacrificio
- Titolo originale: Sacrifice
- Diretto da: Steward Lee
- Scritto da: Christian Taylor
- Incipit: «Affrontare tutte le tue paure ti libererà da te stesso.»

### Trama
Al termine di numerose ed estenuanti prove a cui è stato sottoposto dalle cinque sacerdotesse Midi-Chlorian, Yoda viaggia verso il mondo dei Sith, l'antica dimora di Moraband, dove deve affrontare un male antico determinato a governare tutta la galassia. L'ultima sfida che Yoda affronterà è scegliere tra l'altruismo unito al sacrificio e il desiderio ingannevole di vendetta, sfida per la quale Darth Sidious e il Conte Dooku su Coruscant creano un diversivo nella Forza nella speranza di distruggere Yoda e l'Ordine dei Jedi; nella sfida Yoda si ritrova ad affrontare Sidious e Dooku insieme ad Anakin, che decapita Dooku e viene tramortito dai fulmini della Forza di Sidious, Yoda si sacrifica salvando la vita ad Anakin e allo stesso tempo rimane determinato ad affrontare Sidious, insieme precipitano nel vuoto, di Sidious ne rimane soltanto la tunica, segno che Yoda ha brillantemente superato la prova. Yoda e R2-D2 ritornano su Coruscant, ma il Jedi decide di tenere parzialmente nascosto ciò che ha appreso.
Note
- Moraband, il nome del pianeta dei Sith scelto da Lucas, si sarebbe dovuto chiamare inizialmente Korriban.[20]
- In questo episodio appare per la prima volta il personaggio di Darth Bane, uno dei più importanti Signori Oscuri dei Sith, rendendo quindi il personaggio ufficialmente Canonico. In esso è doppiato da Mark Hamill, l'attore che interpreta Luke Skywalker nei film.[21]
- Durante il combattimento finale ci sono molti riferimenti al film La vendetta dei Sith: Anakin Skywalker, dopo uno scontro con il Conte Dooku, lo decapita proprio come accade all'inizio del terzo film, mentre Yoda e Darth Sidious duellano proprio come avverrà al termine di Episodio III.
- Le sacerdotesse Midi-chlorian rivelano al Maestro Yoda, quelle che saranno le sue ultime parole in punto di morte nel film Il ritorno dello Jedi: "C'è un altro Skywalker" (chiaro riferimento a Leila, sorella gemella di Luke).